# Karin Ander
Karin Ander, född 8 augusti 1916 i Karlstad, död 27 januari 1993 i Karlstad, var en svensk målare.
Ander studerade vid Tekniska skolan i Stockholm och för Sven Rapp i Karlstad. Hon har medverkat i samlingsutställningar på Liljevalchs konsthall 1962, 1963 och 1965, och på Galleri Oktober i Karlstad. Hennes konst består av impressionistiska landskapsskildringar.  
Ander är representerad vid Värmlands museum, Karlstad kommun, Hagfors kommun, Hammarö kommun, Värmlands läns landsting och Statens konstråd. Hon är begravd på Ruds kyrkogård.